# Francisco Vargas Fontecilla

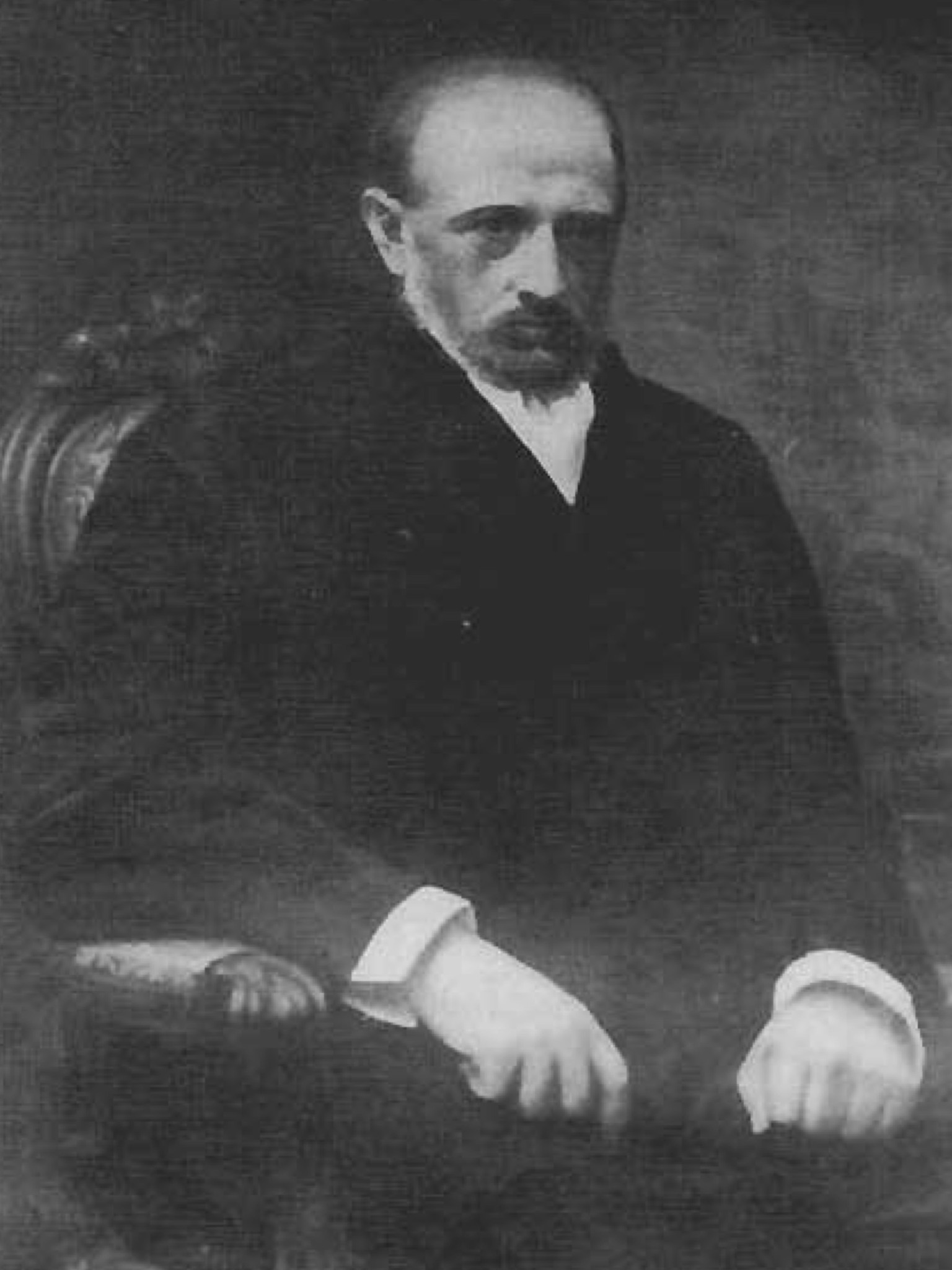
Francisco Antonio Vargas Fontecilla (1823–1884)

Francisco Antonio Vargas Fontecilla (* 27. April 1824 in Santiago; † 10. Dezember 1883 ebenda) war Anwalt und Politiker des chilenischen Partido Liberal.

## Leben
Francisco Antonio Vargas Fontecilla war ein Sohn von Benito Vargas Prado und Manuela Fontecilla y Rozas. Er besuchte das Instituto Nacional, wo er seinen Eid als Anwalt am 19. April 1847 leistete; fünf Jahre später, im Jahr 1852, nahm er sein Studium an der Fakultät für Geisteswissenschaften auf.

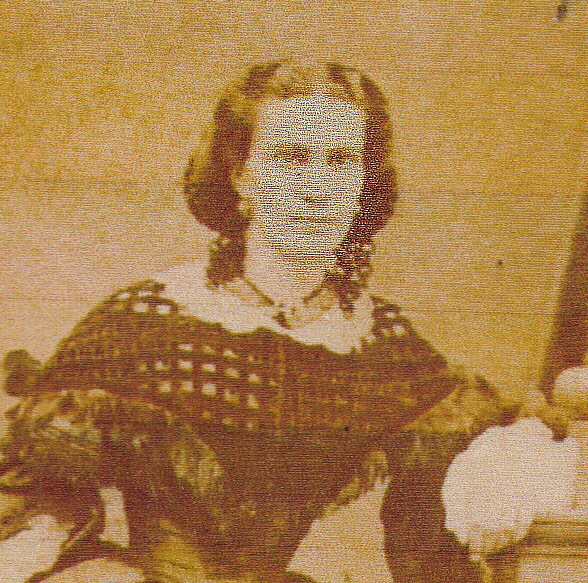
Seine zweite Frau Emilia Solar Valdés; Foto aus dem Jahr 1876

Im Juli 1858 heiratete er Rita Laso Errázuriz. Aus der Ehe gingen zwei Töchter hervor: Rita und Manuela. Im Jahr 1866 heiratete er in zweiter Ehe Emilia Solar Valdés, welche ihm zwei Söhne schenkte: Luis und Casimiro.
Als Mitglied des Partido Liberal wurde er zum Abgeordneten für San Felipe, Putaendo und Los Andes für den Zeitraum 1858–1861 gewählt.
Er war Teil des ständigen Ausschusses für Bildung und Wohltätigkeit. Zwischen 1864 und 1867 war er erneut Parlamentarier für die genannten Bezirke und Teil des ständigen Ausschusses für Verfassung, Gesetzgebung und Justiz. 1863 wurde er von der Regierung des Präsidenten José Joaquín Pérez Mascayano mit der Erstellung des Gesetzesprojekts „Ley de Organización y Atribuciones de los Tribunales“ (Gesetz für die Organisation und Befugnisse der Gerichte) beauftragt, das 1864 abgeschlossen wurde und schließlich 1875 in Kraft trat.

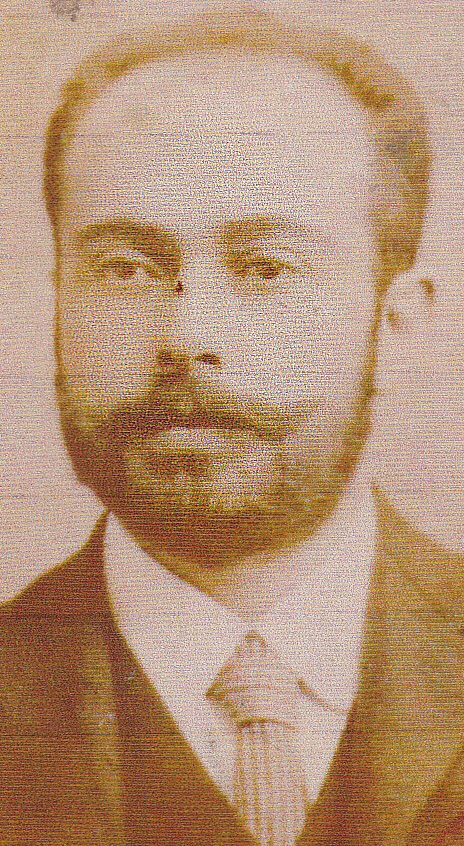
Sein Sohn Luis Vargas Solar

Bei den nächsten Wahlen wurde er als Abgeordneter wiedergewählt, dieses Mal jedoch für Santiago; während dieses letzten Zeitraums saß er zweimal der Abgeordnetenkammer vor: zwischen dem 4. Juni und dem 8. Oktober 1867 sowie zwischen dem 8. Dezember 1868 und dem 2. Juni 1870.
Während seiner Zeit als Parlamentarier ernannte ihn Präsident José Joaquín Pérez Mascayano zum Minister für Inneres und Außenbeziehungen (September 1867 bis Oktober 1868) und später zum Minister für Justiz, Religion und öffentliche Bildung (30. April bis 2. August 1870).
Anschließend nahm er seine Arbeit als Senator für Valparaíso (1870 bis 1879) auf und war Teil des ständigen Ausschusses für Regierung und Außenbeziehungen. Er betätigte sich als Dekan der Fakultät für Geisteswissenschaften der Universidad de Chile, war Generalsekretär dieser Universität, Richter am Berufungsgericht Santiago (1872) und Staatsanwalt am Obersten Gericht (1882).

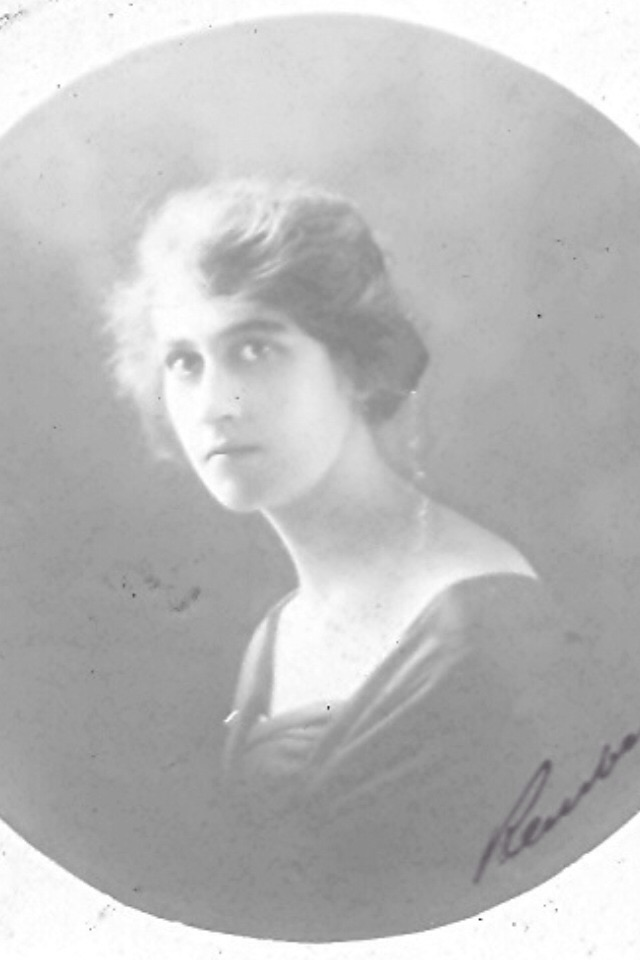
Foto seiner Enkelin
María Emilia Vargas Bello

Er veröffentlichte verschiedene Werke (Constitución comentada; Gramática castellana; Ortografía castellana, Proyecto de Ley de Organización y Atribuciones de los Tribunales) und schrieb Beiträge für die Presse, etwa für El Museo und die Revista de Santiago.

## Auszeichnungen
Eine Straße im Stadtteil Quinta Normal von Santiago trägt seinen Nachnamen, Vargas Fontecilla.